# Partido Agrario (Bielorrusia)
El Partido Agrario (en ruso: Агра́рная па́ртия; en bielorruso: Аграрная партыя; AP) fue un partido político bielorruso de ideología agrarista y socialista. Apoyaba al Gobierno del presidente Aleksandr Lukashenko. El líder del partido es Mijaíl Shimanski.
Fue creado en 1992 bajo el nombre de Partido Agrario Democrático Unido de Bielorrusia (Аб'яднанная аграрна-дэмакратычная партыя Беларусі). En 1994, cambió su nombre a Partido Agrario. Ese mismo año presentó a Aliaksándar Dubkó como candidato en las elecciones presidenciales, en las que obtuvo un 6,1% de los votos. 
En las elecciones legislativas de 1995, el partido obtuvo 33 de 198 escaños. En 2000 y 2004 solo obtuvo 5 y 3 escaños en la Cámara de Representantes, respectivamente. En 2008, el partido redujo su representación a un escaño. En las elecciones de 2016, el partido no participó y perdió su escaño restante. Recuperó su escaño parlamentario en las elecciones de 2019.
En agosto de 2023, el partido tomó la decisión de autodisolverse.

## Ideología
El partido abogaba por la reforma de la sociedad sobre los principios del socialismo democrático, la reestructuración de la economía sobre la base de la propiedad privada y estatal de los medios de producción, incluida la tierra. En la agricultura reconocía las formas: cooperativa de producción, sociedad anónima, granja colectiva y estatal, finca campesina y pequeña empresa.